# IC 1798
IC 1798 ist eine elliptische Galaxie vom Hubble-Typ E im Sternbild Widder.
Entdeckt wurde das Objekt am 4. Januar 1896 von Stéphane Javelle.